# 探偵☆星鴨
『探偵☆星鴨』（たんてい☆ほしかも）は、2021年4月27日（26日深夜）から6月29日（28日深夜）まで、日本テレビ系の深夜ドラマ枠「シンドラ」で放送されたテレビドラマ。
主演は4年ぶりの同枠出演およびドラマ単独初主演となる有岡大貴（Hey! Say! JUMP）。

## 概要
劇団「ヨーロッパ企画」の諏訪雅が脚本を担当し、同劇団の上田誠が脚本監修として参加する本作品はハードボイルドに憧れて探偵になったものの、女性との距離が上手く取れない不器用な探偵が様々なハプニングに振り回されながらも、持ち前のひらめきの速さで事件を解決していくさまを描くコメディー・ミステリー。

## キャスト
星 鴨（ほし かも）〈29〉
演 - 有岡大貴（Hey! Say! JUMP）
探偵。ハードボイルドに憧れて本業に就いたが、実は女性との距離を保つのが苦手。
唐戸つぐみ（からと つぐみ）〈25〉
演 - 片山友希
鴨の探偵助手。
四方田樹（よもだ いつき）
演 - 千賀健永（Kis-My-Ft2）
ミステリー作家で、探偵学校時代の鴨の同級生。
捜田 一（そうだ はじめ）〈40〉
演 - 岡田義徳
警視庁捜査一課の刑事。
ジョー（城豊也）
演 - 堀部圭亮
探偵としての鴨の師匠だが、現在は行方不明。

### ゲスト
第1話
石黒ゆかり
演 - 磯野貴理子
つぐみのストーカー被害の鍵を握る女性。
刑事
演 - 石田剛太（ヨーロッパ企画）

第2話
島田里奈
演 - 朝倉あき
夫の浮気調査を依頼する女性。
島田博司
演 - 伊島空
浮気の疑惑が持たれている里奈の夫。
バスタブを売る客
演 - 酒井善史（ヨーロッパ企画）

第3話
中学時代の演劇部部員
元部長
演 - 小川紗良
元部員
演 - 川添野愛
演 - 辻千恵
演 - 畦田ひとみ
演 - 田中珠里
中学時代に埋めたタイムカプセルの捜索を依頼する元演劇部のメンバー。
黒谷毅
演 - 森廉
探偵学校時代の鴨の同級生。

第4話
モーリーラン太
演 - 加藤諒
カリスマゲーマー。
ドミ子
演 - 黒崎レイナ
モーリーラン太のデート相手。

第5話
田所
演 - 菅原永二
洋食店オーナー。
西田
演 - 磯山さやか
カレー店オーナー。

第6話
四方田樹
演 - 千賀健永
星の探偵学校の同級生。
迫
演 - 遊井亮子
編集者。
捜田一
演 - 岡田義徳
警視庁捜査一課の刑事。
二村
演 - たかやまあたる
巡査。

第7話
-
演 - 中川晴樹（ヨーロッパ企画）
客。
-
演 - 石田剛太（ヨーロッパ企画）
捜田の部下。

第8話
竹田
演 - 入山法子
客。
-
演 - 武田航平
竹田の婚約者
-
演 - 横山涼

横入
演 - 竹田光稀
刑事。

## スタッフ
- 脚本 - 諏訪雅（ヨーロッパ企画）
- 脚本監修 - 上田誠（ヨーロッパ企画）
- 演出 - 宝来忠昭、本田大介
- 音楽 - 立山秋航
- 主題歌 - Hey! Say! JUMP 「ネガティブファイター」（ジェイ・ストーム）[10]
- 編成企画 - 安島隆、河野雄平
- コンテンツプロデューサー - 岩崎広樹
- チーフプロデューサー - 福士睦
- 企画プロデューサー - 長松谷太郎
- プロデューサー - 能勢荘志、髙橋淳之介、若林雄介
- 制作プロダクション - Pipeline
- 製作著作 - 日本テレビ、ジェイ・ストーム

## 放送日程
| 話数   | 放送日  | サブタイトル         | 演出     |
| ------ | ------- | -------------------- | -------- |
| 第1話  | 4月27日 | ストーカー被害の調査 | 宝来忠昭 |
| 第2話  | 5月04日 | 浮気調査             |          |
| 第3話  | 5月11日 | タイムカプセル捜索   |          |
| 第4話  | 5月18日 | デート代行           |          |
| 第5話  | 5月25日 | 味泥棒の調査         |          |
| 第6話  | 6月01日 | 密室殺人事件         |          |
| 第7話  | 6月08日 | 誘拐事件             |          |
| 第8話  | 6月15日 | 結婚詐欺             |          |
| 第9話  | 6月22日 | ジョー先生の依頼     |          |
| 第10話 | 6月29日 | 殺人事件の真相       |          |

- 第6話は前夜放送の『news zero』の放送時間の拡大（23時 - 翌0時09分）により10分繰り下げられ、1時09分 - 1時39分に放送。

## ネット局
| 放送期間        | 放送時間                     | 放送局         | 対象地域   | 備考   |
| --------------- | ---------------------------- | -------------- | ---------- | ------ |
| 2021年4月27日 - | 火曜 0:59 - 1:29（月曜深夜） | 日本テレビ     | 関東広域圏 | 製作局 |
|                 |                              | ミヤギテレビ   | 宮城県     |        |
|                 |                              | 山梨放送       | 山梨県     |        |
|                 |                              | 静岡第一テレビ | 静岡県     |        |
| 2021年5月5日 -  | 水曜 1:24 - 1:54（火曜深夜） | 中京テレビ     | 中京広域圏 |        |
|                 | 水曜 1:34 - 2:04（火曜深夜） | 札幌テレビ     | 北海道     |        |
| 2021年5月7日 -  | 金曜 2:10 - 2:40（木曜深夜） | 福岡放送       | 福岡県     |        |
| 2021年5月8日 -  | 土曜 1:59 - 2:29（金曜深夜） | 北日本放送     | 富山県     |        |
| 2021年5月10日 - | 月曜 2:32 - 3:02（日曜深夜） | 読売テレビ     | 近畿広域圏 |        |
| 2021年5月13日 - | 木曜 1:24 - 1:54（水曜深夜） | 青森放送       | 青森県     |        |